# Amore mio non farmi male
Amore mio non farmi male è un film italiano del 1974 diretto da Vittorio Sindoni.
Il film ebbe un seguito dal titolo Son tornate a fiorire le rose.

## Trama
Anna e Marcello sono una coppia di liceali. Si amano e vorrebbero andare oltre l'amore platonico. I loro tentativi di consumare la loro prima volta vengono di volta in volta impediti da qualche evento, tanto che - soprattutto per lui - la cosa si trasforma in un complesso. A complicare il tutto ci si mettono anche i rispettivi genitori, tanto quelli di Marcello, Carlo e Sabina, quanto quelli di Anna, Paolo e Linda, che capiscono velocemente l'intenzione dei figli.
Sabina è una donna bigotta, che vede Marcello ancora come un bambino, e lo vorrebbe mantenere casto, sebbene col passare del tempo si renda conto che il suo desiderio è per Marcello d'ostacolo al raggiungimento della felicità. Carlo invece è un avvocato che, comprese le difficoltà del figlio, cercherà invano di disinibirlo, dapprima organizzando con l'aiuto di un suo cliente l'incontro con alcune prostitute, poi cercando di gettarlo tra le braccia della segretaria Wanda.
Paolo è invece un pilota d'aereo, ossessivamente geloso della sua bambina, tanto da arrivare a minacciare Carlo se mai Marcello avesse toccato Anna. Linda invece, ex hostess, è l'unica a capire la figlia, e sarà proprio lei a mettere i due in condizione di consumare.